# Dietmar Schönherr

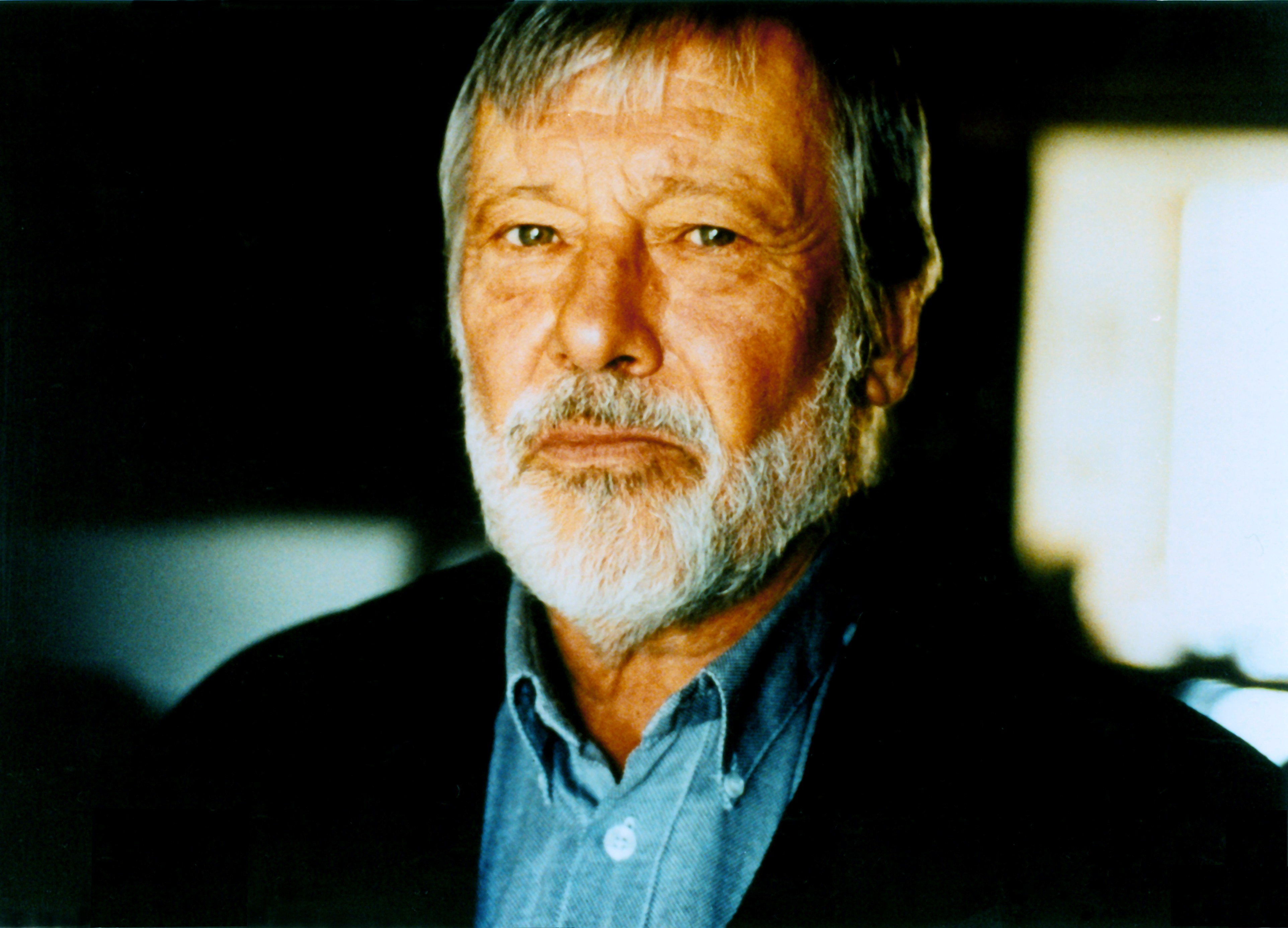
Dietmar Schönherr.

Dietmar Schönherr, född 17 maj 1926 i Innsbruck, Österrike, död 18 juli 2014 i Santa Eulària des Riu, Ibiza, Spanien, var en österrikisk skådespelare. Schönherr filmdebuterade 1943 och medverkade i filmer och TV-produktioner fram till 2009. Han var särskilt ihågkommen för rollen som Cliff Allister McLane i science fiction-serien för TV Rymdpatrullen från 1966. Han arbetade också tidvis som presentatör och programledare i TV.

## Filmografi, urval
- 1957 – Made in Germany
- 1960 – Högt spel för friheten
- 1962 – Den längsta dagen
- 1966 – Rymdpatrullen (TV-serie)
- 1990 – Resan till hoppet
- 1992 – Stjärnorna visar vägen (TV-serie)